# Bündnis „Ich habe Ehre“
Das Bündnis „Ich habe Ehre“ (armenisch Պատիվ ունեմ դաշինք Pativ unem daschink’ (POD)) ist ein Wahlbündnis in Armenien. Es umfasst zwei konservative bzw. nationalkonservative Parteien.

## Geschichte
Das Wahlbündnis wurde nach den landesweiten Protesten als Reaktion auf das Waffenstillstandsabkommen mit Aserbaidschan am 15. Mai 2021 gegründet. Das Bündnis trat bei der im gleichen Jahr stattfindenden Parlamentswahl an und erreichte mit 5,2 % der Wählerstimmen den Einzug in die Nationalversammlung. Die meisten Stimmen erhielt das Bündnis in den Provinzen Ararat mit 9,66 % und Lori mit 7,44 %, die wenigsten in der Provinz Tawusch mit 2,44 %, während es in der Hauptstadt Jerewan 5,66 % erreichte.

## Zusammensetzung
| Parteiname | Parteiname                                                                                        | dt. Übersetzung                  | Parteivorsitzender | Beitrittsjahr | Mandate |
| ---------- | ------------------------------------------------------------------------------------------------- | -------------------------------- | ------------------ | ------------- | ------- |
|            | armenisch: Հայաստանի Հանրապետական Կուսակցութուն transkribiert: Hajastani Hanrapetakan Kusakzutjun | Republikanische Partei Armeniens | Sersch Sargsjan    | 2021          | 4/107   |
|            | armenisch: Հայրենիք կուսակցություն transkribiert: Hajrenik Kusakzutjun                            | Vaterlandspartei                 | Artur Wanezjan     | 2021          | 0/107   |
|            | Unabhängige                                                                                       | –                                | –                  | 2021          | 2/107   |

## Wahlergebnisse
| Jahr | Stimmen | Anteil | Mandate | Platz |
| ---- | ------- | ------ | ------- | ----- |
| 2021 | 66.650  | 5,2 %  | 7/107   | 3.    |